# Babilafuente (kommunhuvudort)
Babilafuente är en kommunhuvudort i Spanien. Den ligger i provinsen Provincia de Salamanca och regionen Kastilien och Leon, i den centrala delen av landet, 160 km väster om huvudstaden Madrid. Babilafuente ligger 800 meter över havet och antalet invånare är 998.
Terrängen runt Babilafuente är huvudsakligen platt. Babilafuente ligger nere i en dal. Runt Babilafuente är det glesbefolkat, med 8 invånare per kvadratkilometer. Närmaste större samhälle är Salamanca, 20,0 km väster om Babilafuente. Trakten runt Babilafuente består till största delen av jordbruksmark.